# 醍醐真司の博覧推理ファイル
『醍醐真司の博覧推理ファイル』（だいごしんじのはくらんすいりファイル）は、長崎尚志による日本の推理小説のシリーズ。
第1作となる『闇の伴走者』は2012年4月20日に新潮社から、副題『醍醐真司の猟奇事件ファイル』で単行本が出版された。2015年3月1日に新潮文庫版が刊行された際に、副題は『醍醐真司の博覧推理ファイル』と改題された。フリーの漫画編集者である醍醐真司が、漫画や映画、歴史や食べ物など多方面にわたる博覧強記ぶりを発揮し、舞い込んでくる事件を解決していく様を描く。
WOWOWで2015年に第1作『闇の伴走者―醍醐真司の博覧推理ファイル―』がテレビドラマ化された。2018年には、第3作『編集長の条件―醍醐真司の博覧推理ファイル―』がテレビドラマ化された。

## 作品リスト
- 闇の伴走者―醍醐真司の猟奇事件ファイル―（2012年4月 新潮社、ISBN 9784103321712）
  - 【改題】闇の伴走者―醍醐真司の博覧推理ファイル―（2015年3月 新潮文庫、ISBN 9784101268514）[4]
- 黄泉眠る森―醍醐真司の博覧推理ファイル―（2015年3月 新潮社、ISBN 9784103321729）
  - 【改題】邪馬台国と黄泉の森―醍醐真司の博覧推理ファイル―（2017年9月 新潮文庫、ISBN 9784101268521）[5]
  - 収録作品：消えたマンガ家 / 邪馬台国の女帝 / 天国か地獄か / 闇の少年
- 編集長の条件―醍醐真司の博覧推理ファイル―（2018年1月 新潮社、ISBN 9784103321736）[6]
  - 編集長の条件―醍醐真司の博覧推理ファイル―（2021年2月 新潮文庫、ISBN 9784101268538）[7]

## あらすじ

### 闇の伴走者
水野優希は、阿島淑子から依頼を受け、新たにみつかった画稿が故人である阿島文哉のものであるか、違うのなら誰が描いたのか、を調べることになる。その画稿で描かれている物語は"漫画家"と呼ばれる人物が次々に女性を拉致しては殺していくというおぞましいもので、実際に35年前に起きた事件に酷似していた。優希は、フリーの編集者で漫画に造詣の深い醍醐真司の力を借り、共に調査を進める。醍醐は画稿の中に隠された伏線を手がかりにして、画稿にはまだ発見されていない続きがあるのではないかと推測。アジマプロの小澤から当時のアシスタントのリストを入手したり、阿島の編集者であった一峰の話を聞いたりして調査を続けるうち、森田というアシスタントの存在が浮かび上がる。
一方で、独自に調査を続け"漫画家"の正体を突き止めた"漫画編集者"を名乗る男は、"漫画家"に自分にも狩りのしかたを教えるように迫る。"漫画編集者"は自宅地下室に獲物となった女性を監禁し、同時に"漫画家"も軟禁状態とし監視下に置く。そして優希と醍醐が真相にたどり着かないよう、画稿の続きに森田の偽の署名を入れるアイデアを思いつき、"漫画家"に画稿を持ってくるよう伝える。"漫画編集者"は現在監禁している女性を処分し、次の獲物として優希を監禁することを夢想していた。
その頃優希と醍醐は、森田が10年前に自殺していたことを知る。罪の意識から自殺したともとれるし、10年前では事件との間隔が開きすぎていて不自然である、とも考えられる。調査は行き詰ったかに見えたが、醍醐は画稿の中に見られるクセが以前にも別の漫画家の作品の中にあったことを思い出す。その作品に関わったアシスタントがわかれば、"漫画家"の正体に迫れる、と意気込みその作品の出版元を訪ねる。ちょうど同じ頃、優希は阿島淑子から小澤が急死したことを伝えられた。小澤から前日に「画稿の続きがみつかった」と連絡を受けていた優希は小澤の家へと向かう。

### 邪馬台国と黄泉の森
消えたマンガ家
漫画の下描きを残し、突如姿を消してしまった漫画家の椋を探すため、編集者の安田はかつて担当だった醍醐に助けを求める。醍醐は残された下描きと椋のデビュー作『闇の少年』との類似性に気づく。この2つの作品が椋の実体験に基づくものだと確信した醍醐は、作中に描かれた景色などから椋の居場所を探り当てる。
邪馬台国の女帝
邪馬台国を舞台にした新作漫画のために、醍醐は女流漫画家の朝倉とともに九州に取材旅行に出かける。だが、事前の下調べもしておらず遺跡の説明もあまり真剣に聞いていない朝倉は、ついには眠いから残りの取材は一人で行けと言いだす始末。不満を募らせた醍醐は、朝倉が自身の代表作『サホ姫無情』のモチーフである狭穂彦王の叛乱についても知らないのではないかと疑い、怒りのままに本人にそのことをぶつける。
天国か地獄か
たまたま映画館で知り合った少年、安蘭の父が歩道橋から転落して死亡してしまう。安蘭はその死を自殺ではないかと疑い、自分のかけた心無い言葉が父をさらに追い込んでしまったのではないかと落ち込んでいる。安蘭を励ますために、醍醐は父が自殺ではなかった証拠を探し出してやろうと奔走し、死亡した現場に落ちていた1本の映画のビデオに安蘭へのメッセージがこめられていたのではないかという仮説を導き出す。
闇の少年
デビュー作『闇の少年』に描いたことは自身の体験であると告白した椋は、蔵に閉じ込められてある日突如として消えてしまった少年の正体をどうしても知りたい、と醍醐に助けを求める。一緒に椋の故郷へ赴き少年の身元を探るうち、醍醐は椋が何かをひた隠しにしようとしていることに気づく。そこから導き出されたのは椋の幼馴染2人が関わった忌まわしい事件だった。

### 編集長の条件
醍醐は想起社の社長や専務に請われ、『漫画ブレイブ』の編集長となった。そこで前任者であった南部正春がビルから転落死したことや、殺人の可能性があることを聞かされる。一方、優希は阿島淑子から紛失していた画稿を南部が寄贈してきたことについて、その出所や南部の死がその件に関係しているのか調査するよう依頼される。想起社で再会した醍醐と優希は再び協力して南部の死の真相を探り始める。
調査の過程で醍醐は編集者の綿貫が「コミックスープレックス」という会社を通して不正に金を請求し横領を繰り返していたことを突き止める。同時期に優希もマンガ専門で闇の故売を行っている「コミックスープレックス」に行き当たっていた。綿貫を問い詰め、南部が『漫画ブレイブ』刷新の切り札として、ある紙芝居作家に目を付けていたことを知る。
紙芝居作家の校条は南部が自分の元を訪ねてきていたことや、南部が校条の描いた下山事件の漫画に興味をもっていたことを2人に話す。下山が謀殺ではなく自殺だったとする漫画の結末を受け、醍醐は南部の死も自殺だったのではと考える。だが優希は納得がいかず、再度南部が落下したビルを訪れ落下する姿を目撃した老婆に出会う。南部が落下する際、奇妙なポーズをとっていたらしいと優希から聞かされた醍醐は、南部が自殺ではなく、ある人物によって突き落とされた可能性に気づく。南部は編集者を侮辱する時、その編集者が担当する漫画の主人公の決めポーズを真似て揶揄していたからだ。
事件は解決し、醍醐は編集部を辞めることとなったが、南部が残していたケーキ屋の電話番号に電話をかけ、意外な事実にたどり着く。『漫画ブレイブ』の編集者たちを無能と罵倒していた南部だったが、裏では彼らがリストラされた後の受け皿となる雑誌の創刊のために奔走していたのだ。

## 登場人物
醍醐真司（だいご しんじ）
フリーの漫画編集者。
以前は英人社で漫画雑誌の編集者をしていて数々のヒット作にも携わっていたが、会社組織の中では優秀な編集者が日の目を見ないシステムになっていることに嫌気が差し退職。
水野優希（みずの ゆうき）〈33〉
出版関係専門の調査会社の調査員。
以前は宮城県警の警察官だったが、同じく警察官だった父が事故死した後に組織に裏切られ汚名を着せられたため、絶望し退職。
阿島文哉（あじま ふみや）
有名な漫画家。故人。
阿島淑子（あじま としこ）
阿島文哉の妻で、アジマプロの社長。
矢島友之
優希の父の友人。警視庁の警部だったが、現在は定年退職し兄の経営するスーパーマーケットを手伝っている。優希の依頼を快く引き受け、警察から情報を引き出してくれる。

### 闇の伴走者（登場人物）
小澤幸秀
アジマプロのライツ部部長。阿島オタクで、ファンクラブの会長でもあった。
望月
出版社、英人社の専務。
一峰馨（かずみね かおる）
英人社の社員。阿島の人気作『放課後ワルツ』を担当した最後の編集者。

### 邪馬台国と黄泉の森（登場人物）
椋洸介（むく こうすけ）
ホラー漫画家。本名は武藤光。
安田肇（やすだ はじめ）
英人社社員。コミックホープ編集者。椋洸介の担当。総務から異動したばかりの新米。
朝倉ハルナ
大御所の漫画家。傲慢で、影では女帝と呼ばれている。新人賞の審査員をしていた際、椋を見出した人物でもある。
中曾根安蘭（なかそね あらん）〈11〉
映画好きで知識も豊富な少年。肥満児で、学校ではいじめられている。
阿川陽幸（あがわ あきゆき）
椋の小学校時代の幼馴染。椋が失踪する少し前に自殺。
栗丸麻美（くりまる あさみ）
椋の小学校時代の幼馴染。引っ越してしまったため消息は不明。

### 編集長の条件（登場人物）
南部正春（なんぶ まさはる）
伝説の漫画編集者。鳳凰社を定年退職後、フリーの漫画プロデューサーを経て、想起社のスカウトを受け『漫画ブレイブ』編集長になった。ビルから落下し死亡。
小城利勝（おぎ としかつ）
想起社の2代目社長。かつては経営に辣腕を振るっていたが、今では跡取りである利則に頭があがらない。
小城利則（おぎ としのり）
想起社の専務。利勝の息子。
堀尾智（ほりお さとし）
想起社役員。2代前の漫画ブレイブ編集長。
綿貫（わたぬき）
想起社社員。漫画ブレイブ編集者。小城社長の恩人の孫で、コネ入社と噂される。
校条啓蔵（めんじょう けいぞう）
紙芝居作家。実家の会社を継ぐために筆を折った。

## テレビドラマ
2015年4月11日から5月9日まで、『闇の伴走者』のタイトルでWOWOWの連続ドラマW「土曜オリジナルドラマ」で放送された。全5話。主演は松下奈緒と古田新太。
第2シリーズ『闇の伴走者〜編集長の条件』（へんしゅうちょうのじょうけん）は2018年3月31日から4月28日まで、WOWOW「土曜オリジナルドラマ」で全5話が放送された。

### キャスト

#### 主要人物
- 水野優希（出版関係専門 EKリサーチ 調査員・元警察官） - 松下奈緒
- 醍醐真司（フリーの編集者・元英人社 編集者） - 古田新太

#### 周辺人物
- 伊集院龍之介（醍醐の行きつけの喫茶店 珈琲亭ルアン マスター） - 温水洋一
- 矢島友之（元警視庁警部・優希の父の元同僚） - 森本レオ
- 竹内康介（アジマプロ 社員） - 前野朋哉
- 寺田幹男（優希の夫 → 離婚・税理士） - 野間口徹
- 阿島文哉（人気漫画家・故人） - ベンガル
- 阿島淑子（アジマプロ 社長・文哉の妻） - 真野響子
- 宮脇亜希（優希の姉・実家で母の介護をしている） - 吉沢梨絵[9][10]
- 水野和江（優希の母・認知症） - 藤田弓子（友情出演）
- 優希の父（元捜査一課管理官・故人） - 小林操

#### 第1シリーズ
- 小澤幸秀（アジマプロ ライツ部 部長・阿島文哉ファンクラブ 元会長） - 要潤
- 望月秀正（出版社 英人社 専務） - 石丸謙二郎
- 一峰馨（英人社 副編集長） - 田中哲司
- 漫画家さん - タモト清嵐
- 少年（漫画家さんと仲良くなる少年） - 藤野大輝[11]
- 室谷祥子（会社員） - 藤井美菜
- 貝原章彦 - 平田満
- 江藤健介（EKリサーチ 所長・優希の上司） - モロ師岡

##### ゲスト（S1）
第1話
- 園田貴美子（過去の連続女性失踪事件被害者） - 藤井美菜（2役、 - 第3話）
- 園田（貴美子の母） - 益田愛子

第2話
- 戸村和也（売れっ子漫画家・阿島文哉の元アシスタント） - 池田鉄洋
- 和智康一郎（元英人社 編集長） - 斎藤洋介[12]
- 岡崎（新人賞で大賞を受賞した漫画家） - 本多力[12]
- マシコ（アジマプロ スタッフ・阿島文哉の元アシスタント） - 大高洋夫（第4話）
- 森田の妻 - クノ真季子[12]（第4話）

第3話
- 小松崎一雄（班目虹太の元担当編集者） - 森下能幸[12]（第4話）
- 日野靖幸（班目虹太の漫画を出版していた赤城堂の漫画局長） - 森田順平[12]
- 辰巳晶子（新興宗教 日本リベルテ協会 教祖） - 奥村佳恵[12]（最終話）

第4話
- 川内浩（東板橋署 刑事） - 田野倉雄太[12]（最終話）
- 編集者（一峰の部下） - 須田邦裕[12]（最終話）
- 貝原章彦（少年期） - 細川晴太（最終話）
- 少女（貝原の絵を初めて褒めてくれた少女） - あのん（現・百瀬あのん）[13]（最終話）

最終話
- 一峰由布子 - 上村愛香[14]（第3話）

#### 第2シリーズ
- 堀尾智（出版社 想起社 広告宣伝部長・元隔週漫画雑誌「ブレイブ」編集長） - 津田寛治[8]
- 伊東昇太（想起社「ブレイブ」編集アシスタント） - 白石隼也[8]
- 綿貫義正（「ブレイブ」編集者・正社員） - 今野浩喜[8]
- 田村圭（「ブレイブ」編集者・契約社員） - 水橋研二[10]
- 武井隼人（「ブレイブ」編集者・正社員） - 金井勇太[10]
- 石田陽一（「ブレイブ」副編集長・契約社員） - 田鍋謙一郎[10]
- 川端哲史（「ブレイブ」編集者・契約社員） - 橋本一郎[10]
- 小城利勝（想起社 社長） - 平泉成[8]
- 小城利則（想起社 専務） - 阿部翔平[10]
- 南部正春（元鳳凰社 漫画雑誌「週刊グランドアドベンチャー」編集長 → フリー → 想起社「漫画ブレイブ」編集長・故人） - 岩松了[8]
- 南部加代子（正春の妻・正春とは別居していた） - 八木亜希子[8]
- 校条啓蔵（めんじょう けいぞう、校条興産社長・元紙芝居作家 兼 漫画家） - 田中泯[8]

##### ゲスト（S2）
第1話
- 国鉄職員 - 山本圭祐[15]（第3話・第4話）、安藤広郎（第3話・第4話）

第2話
- 三浦太一（古漫画店 ノスタル堂 店主） - 小宮浩信（三四郎）[8]（第3話）
- 若松宏（「パシリ刑事（ポリス）」の漫画家） - 橋本じゅん（第3話）[10]
- 山下（ビルの屋上にいるホームレス） - あがた森魚（最終話）[10]
- 赤井広茂（綿貫が担当する漫画家） - 阪田マサノブ[10]
- 倉田アキナ（武井が担当する漫画家） - 内田慈[10]
- 店主（カレーのおいしいバーの店主） - 盛隆二
- 初老の男（駅のホームで優希に道を尋ねる男） - 古川がん
- 校条啓蔵（青年期） - 笠松将（ - 第4話）
- 想起社経理部社員（声のみ） - 松井佳子[16]
- 社員（想起社 社員） - 柾賢志（第3話）[17]

第3話
- 羽生浩太（紙芝居研究家） - 名取幸政（第4話）
- 紙芝居師 - 荒木秀行（ - 最終話）
- 女の子（紙芝居を見ている女の子） - 田中乃愛（最終話）[18][19]

第4話
- 塚本宗介（鳳凰社OBで南部の後輩・美大講師） - 橋爪淳[20]（最終話）
- 老婦人（南部の自殺現場の目撃者） - 永井利枝[21]（最終話）

最終話
- 庄野孝之（鳳凰社子会社 編集プロダクション キウイ社 社長） - 冨家規政[10]
- 渡辺治子（南部の愛人・バー 赤いきゃべつ 店主） - 片岡礼子[10]
- ケーキ屋店員（ケーキ屋 アルティザン 店員、声のみ） - 日中泰景[22][23]

### スタッフ
- 原作 - 長崎尚志『闇の伴走者―醍醐真司の博覧推理ファイル―』『編集長の条件―醍醐真司の博覧推理ファイル―』
- 脚本 - 佐藤大（シーズン1のみ）、阿相クミコ
- 監督 - 三木孝浩
- 音楽 - グランド・ファンク
- 漫画担当 - 田中圭一（シーズン1・2） - 阿島文哉[24][8]、伊藤潤二（シーズン1） - 班目虹太[24]、森秀樹（シーズン2）[8] - 校条啓蔵
- 漫画協力 - 平松伸二（シーズン2）[8] - 「パシリ刑事」、土山しげる（シーズン2）[8] - 「極メン」
- プロデュース - 喜多麗子、羽鳥健一（シーズン2のみ）
- プロデューサー - 川田尚広
- 制作協力 - 東宝映画
- 製作著作 - WOWOW

### 放送日程
第1シリーズ
| 話数      | 放送日        | サブタイトル     |
| --------- | ------------- | ---------------- |
| Episode 1 | 2015年4月11日 | 恐怖を克服する   |
| Episode 2 | 4月18日       | 感覚を研ぎ澄ます |
| Episode 3 | 4月25日       | 凡人は必ず裏切る |
| Episode 4 | 5月02日       | 人を滅ぼす       |
| Episode 5 | 5月09日       | 死を恐れない     |

第2シリーズ
| 話数      | 放送日        | サブタイトル |
| --------- | ------------- | ------------ |
| Episode 1 | 2018年3月31日 | 転落         |
| Episode 2 | 4月07日       | 疑惑         |
| Episode 3 | 4月14日       | 迷宮         |
| Episode 4 | 4月21日       | 真実         |
| Episode 5 | 4月28日       | 共鳴         |

### 関連商品

#### DVD・Blu-ray
- 『闇の伴走者』DVD BOX JAN 4988111249081 / Blu-ray BOX JAN 4988111149084、KADOKAWA、2015年11月27日発売
- 『闇の伴走者〜編集長の条件』DVD BOX JAN 4988111253996、KADOKAWA、2018年9月7日発売

## 漫画
本作を元にしたコミカライズ『闇の少年』が『ビッグコミック』（小学館）にて、2021年23号より2022年16号まで連載された。作中で発表した小説を元にした内容となっている。漫画の作者は椋洸介とされたが、2022年8月に単行本発売の決定が発表された際、漫画を担当した「椋洸介」が一色まことであることが公表された。
当初、この漫画の連載は、本シリーズの架空のホラー漫画家の椋洸介の作中作であるという設定であった。そこで一色が椋洸介の名義で作中作の漫画化を希望し、漫画作品が実現した。しかし椋洸介は誰か、一色の弟子か、など読者の混乱を防ぐため、一色の名義であることを公表するにいたった。それにより、単行本は一色の名義で刊行される。
- 一色まこと・長崎尚志『闇の少年』小学館〈ビッグコミックス〉、全2巻
  - 上巻 2022年9月30日発売[28]、ISBN 978-4-09-861447-9
  - 下巻 2022年9月30日発売[29]、ISBN 978-4-09-861448-6